# Notylia albida
Notylia albida är en orkidéart som beskrevs av Johann Friedrich Klotzsch. Notylia albida ingår i släktet Notylia och familjen orkidéer. Inga underarter finns listade i Catalogue of Life.